# Рычков, Дмитрий Леонидович
Дмитрий Леонидович Рычков (09.02.1980, Реж, Свердловская область — 15.03.2000) — старший стрелок-гранатометчик, ефрейтор, Герой России.

## Биография
Родился 9 февраля 1980 года в городе Реж Свердловской области.
С мая 1998 года на срочной службе во внутренних войсках МВД России. С 31 декабря 1999 года участвовал в операциях на Северном Кавказе.
Особо отличился во время ликвидации банды Гелаева в селе Комсомольском. 15 марта 2000 года группа столкнулась с бандой. Рычков был вынужден вызвать огонь на себя. Погиб от огня снайпера. Боевая задача была выполнена.
Указом Президента Российской Федерации № 1980 от 7 декабря 2000 года Рычкову Дмитрию Леонидовичу посмертно присвоено звание Героя Российской Федерации.
Похоронен в родном городе на кладбище «Орловая гора».